# V. SS-Freiwilligen-Gebirgskorps
V. SS-Freiwilligen-Gebirgskorps var ett förband inom Waffen-SS, aktivt under andra världskrigets senare del. Förbandet stred bland annat mot partisaner i Jugoslavien och i slaget om Berlin.

## Befälhavare
- Obergruppenführer Artur Phleps
- Obergruppenführer Friedrich-Wilhelm Krüger
- Obergruppenführer Friedrich Jeckeln